# 싱구족

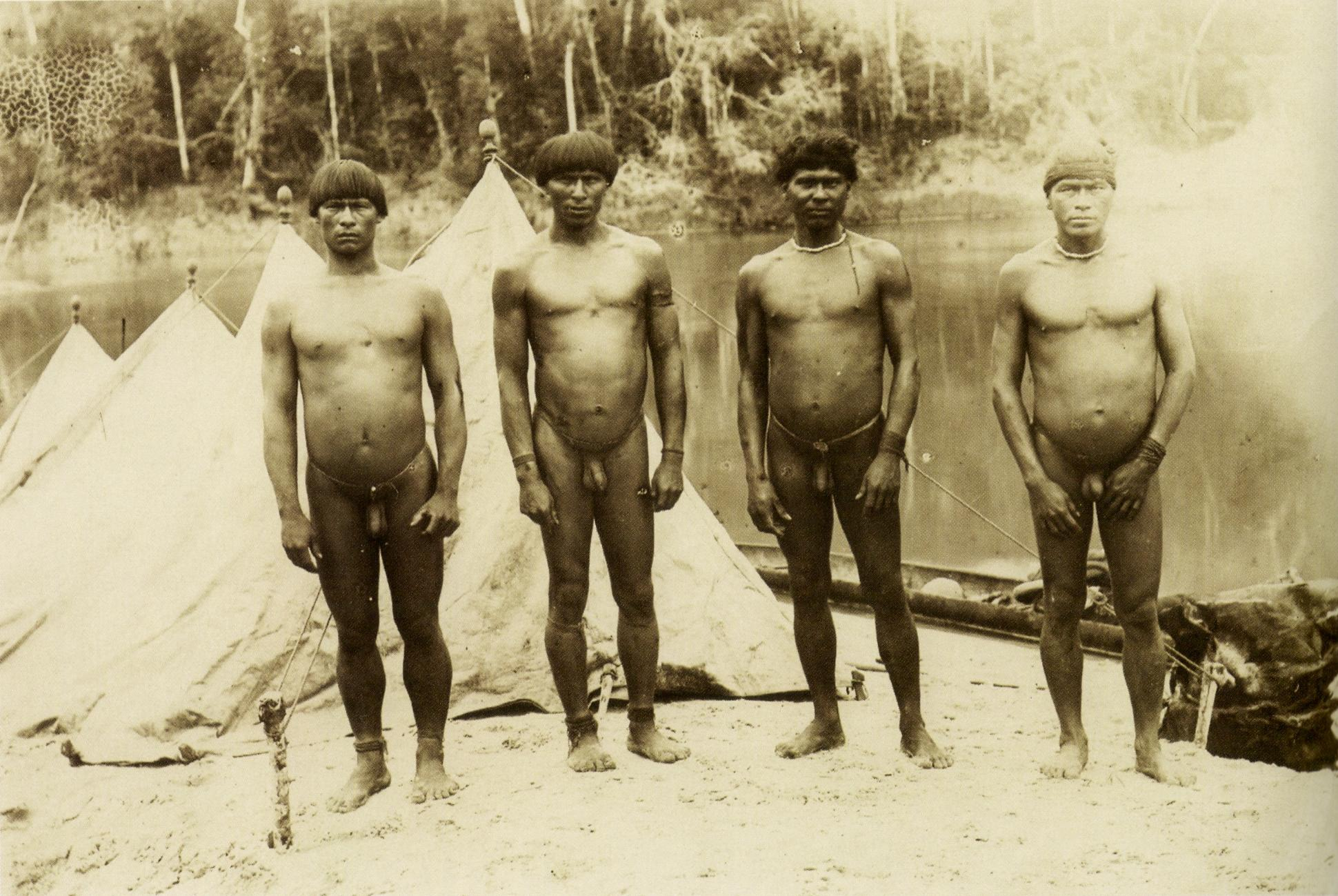
1894년의 메이나쿠(Mehinako)족.

싱구족(Xingu)은 싱구강 유역에 사는 브라질 원주민의 총칭이다. 상세히는 아웨티족, 칼라팔로족, 카마유라족, 카야포족, 쿠이쿠로족, 마티푸족, 메이나쿠족, 나우쿠아족, 수야족, 트루마이족, 와우자족, 야왈라피티족이 있다. 이들은 서로 다른 민족과 언어 집단에 속함에도 많은 문화적 유사성을 가지고 있다. 싱구 부족들은 브라질의 15개 부족과 4개 토착어 집단을 대표하지만, 유사한 신앙 체계, 의례, 제례를 공유한다.

## 같이 보기
- 싱구강
- 테라 프레타
- 싱구 원주민 공원